# Томештій-Ной
Томештій-Ной (рум. Tomeștii Noi) — село у Глоденському районі Молдови. Входить до складу комуни, адміністративним центром якої є село Балатіна.

## Населення
За даними перепису населення 2004 року у селі проживали 728 осіб.
Національний склад населення села:
| Національність   | Кількість осіб | Відсоток   |
| ---------------- | -------------- | ---------- |
| молдавани румуни | 718 1          | 98,6% 0,1% |
| українці         | 6              | 0,8%       |
| росіяни          | 3              | 0,4%       |
| Всього           | 728            | 100%       |